# Кірчешть
Кірчешть, Кірчешті (рум. Chircești) — село у повіті Васлуй в Румунії. Входить до складу комуни Міклешть.
Село розташоване на відстані 300 км на північний схід від Бухареста, 24 км на північ від Васлуя, 39 км на південний схід від Ясс.

## Населення
За даними перепису населення 2002 року у селі проживала 1421 особа, усі — румуни. Усі жителі села рідною мовою назвали румунську.